# Metepeira minima
Metepeira minima är en spindelart som beskrevs av Willis J. Gertsch 1936. Metepeira minima ingår i släktet Metepeira och familjen hjulspindlar. Inga underarter finns listade i Catalogue of Life.